# Iso-Sorvanen
Iso-Sorvanen är en ö i Finland. Den ligger i sjön Keurusselkä och i kommunen Mänttä-Filpula i den ekonomiska regionen  Övre Birkalands ekonomiska region  och landskapet Birkaland, i den södra delen av landet, 210 km norr om huvudstaden Helsingfors. Öns area är 7,1 hektar och dess största längd är 490 meter i öst-västlig riktning.